# Paradowo
Paradowo – wieś w Polsce położona w województwie wielkopolskim, w powiecie konińskim, w gminie Wierzbinek.
W latach 1975–1998 miejscowość należała administracyjnie do województwa konińskiego.
Osadnictwo w okolicy współczesnego Paradowa istniało w okresie kultury pucharów lejkowatych.